# Mushy Callahan
Mushy Callahan, de son vrai nom Vincent Morris Scheer, est un boxeur et un acteur américain né le 3 novembre 1905 à New York et mort le 14 juin 1986 à Los Angeles. 
Champion du monde des poids super-légers NBA (National Boxing Association) 1926.
Il a été le chorégraphe du combat de boxe entre les acteurs Simon Oakland et Mako dans le film "La Canonnière du Yang-Tsé" de Robert Wise (1966) avec Steve McQueen.

## Carrière
Passé professionnel en 1923, il remporte le titre vacant de champion du monde des poids super-légers NBA (National Boxing Association) le 21 septembre 1926 en battant aux points l'américain Pinky Mitchell puis confirme cette victoire contre Andy DiVodi, Spug Myers et Fred Mahan avant d'être à son tour battu par Jack Kid Berg le 18 février 1930. Callahan met un terme à sa carrière en 1932 sur un bilan de 48 victoires, 16 défaites et 3 matchs nuls.
Il débute ensuite une carrière d'acteur pour le cinéma, obtenant de nombreux rôles de figurations dans des films et des séries télévisées et ce jusqu'à la fin des années 1960.

## Filmographie partielle

### Au cinéma
- 1932 : Madison Square Garden de Harry Joe Brown
- 1934 : The Personality Kid (en) de Alan Crosland
- 1935 : Tête chaude (The Irish in Us) de Lloyd Bacon
- 1939 : Je suis un criminel (They Made Me a Criminal) de Busby Berkeley
- 1949 : La Maison des étrangers (House of Strangers) de Joseph L. Mankiewicz
- 1952 : Le Bal des mauvais garçons (Stop, You're Killing Me) de Roy Del Ruth
- 1962 : Le Prisonnier d'Alcatraz (Birdman of Alcatraz) de John Frankenheimer
- 1962 : Un direct au cœur (Kid Galahad) de Phil Karlson
- 1966 : Gros coup à Dodge City (A Big Hand for the Little Lady) de Fielder Cook

### Séries télévisées
- 1961 : Les Barons de la pègre (Cain's Hundred), un épisode

## Référence
1. ↑  (en) Mushy Callahan vs Fred Mahan (boxrec.com)